# Methanocella paludicola
Methanocella paludicola (лат.) — вид архей, типовой для рода Methanocella.

## История изучения
Этот вид является первым открытым представителем рода Methanocella. Первоначально он был известен как штамм SANAET и был обнаружен в образце почвы риса-пэдди.
Совпадения последовательностей генов 16s рРНК между штаммом SANAET и представителями порядка Methanosarcinales составили 80,0—82,8 %, а Methanomicrobiales — 77,5—82,4 %, поэтому он был выделен в самостоятельные вид, род и даже порядок.

## Описание
Клетки неподвижные, грамотрицательные, палочковидные, 1,8—2,4 мкм длиной и 0,3—0,8 мкм шириной.

## Условия обитания
Мезофил. Рост штамма был зафиксирован при 25—40 °C (оптимальная температура — 35—37 °C), pH в пределах 6,5—7,8 (оптимум — 7,0), солёность воды — 0—1 г NaCl на л−1 (0—17 ммоль).

## Метаболизм
Штамм поглощал H2/CO2 и формиаты для роста и образования метана.

## Генетика
GC-состав геномной ДНК равен 56,6 мол%.

## Типовой штамм
Типовой штамм — SANAET (=JCM 13418T=NBRC 101707T=DSM 17711T).